# Alexandre Barsanti
Pour les articles homonymes, voir Barsanti.
Alexandre Barsanti (28 août 1858 - 24 octobre 1917) est un égyptologue italien ayant travaillé au service des antiquités égyptiennes.

## Biographie
En 1893 et 1894, il fouille le tombeau d'Akhenaton pour le compte du service des antiquités égyptiennes.
Il est le premier à avoir mené une étude approfondie du complexe funéraire d'Ounas.
Il a également fouillé, durant trois campagnes, la grande excavation de Zaouiet el-Aryan.